# Sojuz TMA-21
Sojuz TMA-21 Jurij Gagarin (rusky Союз ТМА-21 Юрий Гагарин) byla ruská kosmická loď řady Sojuz. Dne 4. dubna 2011 odstartovala k Mezinárodní vesmírné stanici (ISS), kam dopravila tři členy Expedice 27 – Alexandra Samokuťajeva, Andreje Borisenka a Ronalda Garana. Poté zůstala u ISS jako záchranná loď až do 16. září 2011, kdy se s ní stejná trojice kosmonautů vrátila na Zem.

## Posádka
- Alexandr Samokuťajev (1), velitel, Roskosmos (CPK)
- Andrej Borisenko (1), palubní inženýr 1, Roskosmos (CPK)
- Ronald Garan[2] (2), palubní inženýr 2, NASA

V závorkách je uveden dosavadní počet letů do vesmíru včetně této mise.

### Záložní posádka
- Anton Škaplerov,[1] velitel, Roskosmos (CPK)
- Anatolij Ivanišin,[1] palubní inženýr 1, Roskosmos (CPK)
- Daniel Burbank,[1] palubní inženýr 2, NASA

## Přípravy k letu
Dne 12. dubna 2011 bylo padesáté výročí prvního letu člověka do vesmíru – letu Jurije Gagarina. K oslavě výročí byla loď Sojuz TMA-21 pojmenována Jurij Gagarin. Je to první případ pojmenování ruské (nebo sovětské) pilotované kosmické lodi, dosud byly takto pojmenovány pouze dva nákladní Progressy – Progress M-59, ke stému výročí narození Sergeje Koroljova, a Progress M-61, ke stopadesátiletému výročí narození Konstantina Ciolkovského.
Start Sojuzu TMA-21 byl plánován na 30. března 2011. Při závěrečných zkouškách byla zjištěna nefunkčnost kondenzátoru ve spojovacím bloku Kvant-V. Proto byl 14. března start odložen. 18. března byl start určen na 4. dubna 22:18 UTC.
Dne 4. dubna ve 22:18 UTC loď hladce odstartovala z kosmodromu Bajkonur. Po standardním dvoudenním letu se Sojuz spojila s Mezinárodní vesmírnou stanicí (ISS).
Součástí komplexu ISS byl až do 16. září 2011, kdy se ve 00:38:12 UTC odpojil a v 03:59:39 UTC přistál v kazašské stepi 150 km jihovýchodně od města Džezkazganu po 164 dnech, 5 hodinách a 41 minutách letu.